# Josh Ross (cantante)
Josh Ross (Waterdown, 27 maggio 1996) è un cantante canadese.

## Biografia
Ross è nato a Waterdown e si è successivamente trasferito a Burlington per gli studi. Ha frequentato l'University of Western Ontario, è cresciuto ascoltando country e rock, e ha citato Steve Earle come fonte di ispirazione musicale.
Ha esordito nel mondo discografico nel 2019 con If You Were a Song e ha in seguito firmato un contratto con la Core, membro dell'Universal Canada. First Taste of Gone (2022), certificato platino dalla Music Canada, ha segnato il suo primo ingresso nella Canadian Hot 100 e la sua prima entrata in top five nella Canada Country di Billboard. È poi uscito On a Different Night (2022), anch'esso platino per le 80 000 unità vendute, entrato nella top 100 canadese e numero uno nella Canada Country.
Nel gennaio 2023 è stato diffuso il successo Trouble, che ha raggiunto la top 50 nazionale ed è stato il brano country più consumato della settimana in Canada. Lo stesso ha fatto l'entrata nella Hot Country Songs, ha ricevuto la certificazione di doppio platino dalla Music Canada e quella d'oro (equivalente a 500 000 unità) dalla Recording Industry Association of America, ed è stato riconosciuto col Canadian Country Music Award al singolo dell'anno e quello al singolo canadese più venduto dell'anno. Sono stati poi pubblicati i singoli Ain't Doin' Jack (2023) e Single Again (2023), entrambi entrati nella top 70 canadese, classificatisi alla 2ª posizione della Canada Country e certificati platino.
Nel febbraio 2024 è finito in lizza per il Juno Fan Choice del Juno Award, è stato impegnato con la tournée The Trouble Tour e ha accompagnato Bailey Zimmerman nel suo Religiously: The Tour mondiale.
Complicated, il suo quarto EP, è stato pubblicato il mese seguente ed è stato il primo a comparire nella Canadian Albums; esso, promosso dal Single Again Tour, è stato anticipato dagli estratti Trouble e Single Again, e ha superato le 40 000 unità equivalenti, venendo certificato oro dalla Music Canada. Complicated lo ha reso l'uomo più candidato (5) ai premi Juno annuali, risultando uno dei cinque concorrenti nelle tre categorie principali: artista dell'anno, album dell'anno (Complicated) e singolo dell'anno (Single Again); alla cerimonia, svoltasi il 30 marzo 2025, si è guadagnato il riconoscimento all'album country dell'anno. Complicated ha trionfato anche come album canadese più venduto dell'anno alla gala della Canadian Country Music Association, mente Ross è stato eletto l'intrattenitore dell'anno. Gli è stato assegnato anche il Country Music Association Award all'artista mondiale.

## Discografia

### EP
- 2020 – Do What You Love
- 2022 – Apple Music Home Session: Josh Ross
- 2022 – Live Sessions
- 2024 – Complicated

### Singoli
- 2019 – If You Were a Song
- 2020 – Born with a Boyfriend
- 2020 – Chevy
- 2020 – Love Never Looked like Us
- 2021 – Tall Boys
- 2021 – Before I Loved You
- 2022 – First Taste of Gone
- 2022 – On a Different Night
- 2023 – Trouble
- 2023 – Red Flags
- 2023 – Ain't Doin' Jack
- 2023 – Ain't the One
- 2024 – Single Again
- 2024 – New Me
- 2024 – Want This Beer (con Julia Michaels)
- 2024 – Movin' On
- 2025 – Leave Me Too
- 2025 – Hate How You Look
- 2025 – Drunk Right Now (Na Na Na) (con Akon)

## Tournée
- 2024 – The Trouble Tour
- 2024 – Single Again Tour

Artista d'apertura
- 2024 – Religiously: The Tour (Bailey Zimmerman)